# شيخ أباد (هشيوار)
شيخ أباد (بالفارسية: شیخ‌آباد) هي قرية تقع في إيران في البلدة المركزية. يقدر عدد سكانها بـ 471 نسمة .